# Orbita citerocentrica
In astronomia e astronautica si dice orbita citerocentrica una qualsiasi orbita attorno al pianeta Venere. Nessun corpo celeste di origine naturale si trova attualmente in orbita citerocentrica; al contrario, numerose sonde spaziali di fabbricazione umana, nel corso degli anni, si sono immesse in orbita attorno al pianeta, mediante opportune correzioni orbitali a partire dall'orbita eliocentrica originaria.

## Orbite notevoli
Alcuni tipi particolari di orbita citerocentrica sono l'orbita citerosincrona e l'orbita citerostazionaria.